# 北黄花菜
北黄花菜又名檸檬萱草（学名：Hemerocallis lilioasphodelus）为萱草科萱草属的植物。分布在欧洲、俄罗斯以及中国大陆的山西、甘肃、江苏、黑龙江、河北、辽宁、山东、陕西等地，生长于海拔500米至2,300米的地区，一般生长在草甸、湿草地、荒山坡和灌丛下，目前尚未由人工引种栽培，與黃花菜一樣花是可食用的，但食用前應充分加熱，否則可能導致中毒，小黃花菜體型上比黃花菜和北黃花菜來著小。

## 异名
- Hemerocallis lilioasphodelus L. f. aurantiaca (Bar. et Skv.) Kitag.
- Hemerocallis lilioasphodelus L. ssp. minor (Mill.) Xiong
- Hemerocallis minor Mill.

## 外部連結
- 北黃花菜 Beihuanghuacai（页面存档备份，存于） 藥用植物圖像數據庫 (香港浸會大學中醫藥學院) （繁體中文）（英文）